# Huisspitsmuis
De huisspitsmuis (Crocidura russula) is een insectenetend zoogdier in de familie van spitsmuizen. Hij komt geregeld bij menselijke nederzettingen voor, waar ze meehelpen met het bestrijden van ongedierte.

## Kenmerken
Het dier is tussen de 51 en de 86 millimeter groot en de staart is 24 tot 46 millimeter lang. De dieren kunnen 9 tot 14 gram wegen. Huisspitsmuizen zijn op de rug roodbruinachtig grijs van kleur en aan de onderzijde bleker geelgrijs. In tegenstelling tot veldspitsmuizen is er geen duidelijke kleurovergang te zien op de flanken. Net als overige wittandspitsmuizen heeft de huisspitsmuis geen oranje punten op zijn tanden.

## Voedsel
De huisspitsmuis komt vooral 's nachts tevoorschijn, maar is de gehele dag actief. Hij jaagt op ongewervelde dieren als insecten, larven, pissebedden, slakken, wormen, maar ook gewervelde dieren als hagedissen, jonge muizen en aas. Hij moet zijn lichaamsgewicht aan voedsel binnenkrijgen. Net als haasachtigen eet de huisspitsmuis zijn eigen uitwerpselen op. De belangrijkste vijanden van de huisspitsmuis zijn de uil en de kat.

## Voortplanting
De huisspitsmuis maakt op een beschutte plaats als een composthoop een nest van droog gras, bladeren of door mensen vervaardigd materiaal. Hij graaft zelf een hol, of gebruikt de gangen van muizen of mollen. De huisspitsmuis is socialer dan de meeste soorten. In de winter kunnen tot zes spitsmuizen een gezamenlijke slaapplaats gebruiken, en beide ouders zorgen voor de jongen.
De voortplantingstijd duurt van februari tot november. Na een draagtijd van 28 tot 33 dagen worden twee tot tien kale, blinde jongen (gemiddeld vier) geboren. De ogen gaan open na 7 tot 14 dagen. Hierna vertonen de spitsmuizen karavaangedrag: moeder neemt de jongen op sleeptouw waarbij ze zich aan elkaar vasthouden bij het lopen. Als de jongen 20 tot 22 dagen oud zijn, worden ze gespeend. Rond die tijd wegen de jongen ongeveer 5-7 gram. Na drie maanden zijn de jongen geslachtsrijp. Een vrouwtje kan 2 tot 5 worpen per jaar krijgen. Spitsmuizen kunnen 18 maanden oud worden. In gevangenschap worden ze zelfs 48 maanden oud.

## Biotoop
De dieren geven de voorkeur aan droog grasland, bosranden, maar ook tuinen en heggen. De soort dringt regelmatig huizen, boerderijen, schuren en stallen binnen. Meestal komt hij niet hoger dan 1000 meter voor, maar in de Alpen worden ze soms tot op 1600 meter hoogte aangetroffen. In Nederland treft men huisspitsmuizen vooral aan op droge zandgronden.

## Verspreiding en taxonomie
Huisspitsmuizen komen algemeen in het westen, midden en het zuiden van Europa voor: van de Canarische Eilanden, Marokko en Noordwest-Algerije noordwaarts tot Nederland, Duitsland en Zuid-Polen. Hij komt niet voor op Corsica en de Britse eilanden, echter wel op enkele Kanaaleilanden. Vroeger werd aangenomen dat de soort ook in Oost-Europa voorkwam, maar deze populaties blijken tot de tuinspitsmuis te behoren. De populaties op Sardinië, Ibiza en Pantellaria en in Noordoost-Algerije en Tunesië worden tegenwoordig tot Crocidura pachyura gerekend. De populatie in de Canarische Eilanden wordt vaak als een aparte soort, Crocidura osorio Molina & Hutterer, 1989, gezien, maar dat is waarschijnlijk een geïntroduceerde vorm.